# Пашаев, Тельман Паша оглы
Тельман Паша оглы Пашаев (азерб. Telman Paşa oğlu Paşayev; 5 марта 1953, Баку — 2013) — советский азербайджанский борец вольного стиля, призёр чемпионатов СССР, Европы и мира, мастер спорта СССР международного класса. Увлёкся борьбой в 1968 году. В 1972 году выполнил норматив мастера спорта СССР. Участвовал в четырёх чемпионатах страны. Победитель международных турниров. Член сборной команды страны в 1974-1978 годах. Оставил большой спорт в 1978 году.

## Спортивные результаты
- Чемпионат СССР по вольной борьбе 1974 года — ;